# راشد بن جريس
راشد بن علي بن عبد الله بن محمد بن سليمان بن جريس هو مؤرخ سعودي ولد في بلدة نعام بمنطقة الرياض سنة 1250هـ وتوفي سنة 1303 هـ.
نشأ بن جريس على طلب العلم وتولى منصب الأمور المالية في قصر إمام الدولة السعودية الثانية عبدالله بن فيصل بن تركي في الرياض، تنقل بعدها إلى عدة مدن مثل مكة والتي سافر إليها عام 1296هـ ثم المدينة المنورة واسطنبول. له مخطوطتين محفوظتان الآن أحدهما في مكتبة الملك عبدالله في جامعة أم القرى ومخطوطة أخرى في عمادة شؤون المكتبات بجامعة الإمام محمد بن سعود الإسلامية.
وقد أصدرت مجلة الجمعية التاريخية السعودية بحثاً عن راشد بن جريس تناول حياته ومؤلفاته بقلم عبدالله بن محمد المنيف.

## الأعمال
- كتاب مثير الوجد في معرفة أنساب ملوك نجد. كتبه عام 1294 هـ.
- كتاب بٌهْجة المحَاضر وسرور الناظر فيما منّ الله به على أهل نجد من الشرف والمفاخر على يد شيخ الإسلام التقي الأواب محمد بن عبد الوهاب أجزل الله له الثواب. وتبلغ عدد صفحاته 93 ورقة.
- صوارم البراهين المسلولة من إغماد أسرار الوحي المبين على رقاب شبهات القدرية الغاوين.